# Rhynchoribates borhidii
Rhynchoribates borhidii är en kvalsterart som beskrevs av Sandór Mahunka 1986. Rhynchoribates borhidii ingår i släktet Rhynchoribates och familjen Rhynchoribatidae. Inga underarter finns listade i Catalogue of Life.